# Boscia arabica
Boscia arabica là một loài thực vật thuộc họ Capparaceae. Loài này có ở Oman và Yemen. Chúng hiện đang bị đe dọa vì mất môi trường sống.